# Gorski Karabah (regija)
Gorski Karabah ili Nagorno-Karabah (armenski: Լեռնային Ղարաբաղ, tj. Lernayin Gharabagh, Արցախ, tj. Artsakh, azerski: Dağlıq Qarabağ, ruski: Нагорный Карабах, Nagornij Karabah) neobalna je regija u Zakavkazju. Nalazi se unutar Karabaha. Regija je uglavnom planinska i šumovita. Gorski Karabah de jure je dio Azerbajdžana, a de facto je dio nepriznate države Gorski Karabah.

## Povijest
Regiju je 1813. godine anektiralo Rusko Carstvo prilikom osvojenja kavkaskoga područja. U sastavu je Ruskog Carstva do Listopadske revolucije i Ruskoga građanskog rata (1918. – 1922.), kada su ju do 1920. držale postrojbe bjelogardijaca. Nakon pobjede sovjetskih snaga Gorski Karabah bio je, unatoč armenskoj većini, proglašen autonomnom oblašću Azerbajdžanske Sovjetske Socijalističke Republike. Od 1922. do 1936. bio je u sastavu Zakavkaske Socijalističke Federativne Sovjetske Republike. Tijekom 1960-ih i 1970-ih bila su neuspješna povremena armenska nastojanja za sjedinjenjem Gorskog Karabaha s Armenskom Sovjetskom Socijalističkom Republikom. Uoči raspada Sovjetskoga Saveza, armenski zastupnici u oblasnoj (karabaškoj) vladi glasovali su za takvo sjedinjenje 20. veljače 1988. godine, nakon čega je u pojedinim azerbajdžanskim gradovima (Sumgaitu, Kirovabadu i dr.) došlo do nasilja nad Armencima. Armenska Sovjetska Socijalistička Republika 1. prosinca 1989. godine pristala je na sjedinjenje Gorskog Karabaha. Na početku 1990. i 1991. godine armenska zajednica bila je izložena napadima i u Bakuu, iz kojega se u cijelosti iselila (oko 200.000 stanovnika); istodobno su Azeri masovno odlazili iz Gorskog Karabaha, gdje su armenske vlasti 3. rujna 1991. godine proglasile republiku (procjenjuje se da je oko 270.000 Azera napustilo Armeniju). U studenome 1991. godine azerbajdžanska je vlada odgovorila ukidanjem autonomije. Na armenskom referendumu u Gorskom Karabahu 10. prosinca 1991. godine podržana je neovisnost; isti je dan azerbajdžanska vojska topništvom napala Stepanakert. Karabaška neovisnost proglašena je 7. siječnja 1992. godine, a priznala ju je jedino Armenija. Borbe su okončane sredinom 1994. godine s više od 20.000 poginulih (pojedine procjene navode i do 100.000 poginulih). Osim većega dijela Gorskog Karabaha, armenske snage zauzele su i pojedina susjedna područja, uključujući dio oko grada Lačina (armenski: Բերձոր, Berdzor), koji Gorski Karabah povezuje s Armenijom. Procjenjuje se da je pod armenskim nadzorom od 15 do 20 % azerbajdžanskoga teritorija (uključujući Gorski Karabah). Od 1994. godine spor se nastoji riješiti pregovorima. Robert Kočarjan bio je premijer Gorskog Karabaha od 1992. do 1994. i njegov predsjednik od 1994. do 1997.; od 1998. predsjednik je Armenije. Početkom 2000-ih nastavljeni su pregovori o statusu Nagorno-Karabaha, uz posredovanje Francuske, Rusije i SAD-a.

## Vanjske poveznice
- Nagorno-Karabah Hrvatska enciklopedija
- Gorski Karabah, Proleksis enciklopedija
- Articles and Photography on Artsakh (Nagorno-Karabakh) from UK Photojournalist Russell Pollard
- All UN Security Council resolutions on Nagorno-Karabakh, courtesy U.S. State department
- Nagorno-Karabakh Agreement of 2 November 2008 and country profile from BBC News Online
- Article on the 10 December Referendum from Russia Profile
- The conflict over the Nagorno-Karabakh region dealt with by the OSCE Minsk Conference — Report by rapporteur David Atkinson presented to Political Affairs Committee of the Parliamentary Assembly of the Council of Europe
- Conciliation Resources – Accord issue: The limits of leadership – Elites and societies in the Nagorny Karabakh peace process also key texts & agreements and chronology (in English & Russian)
- Independence of Kosovo and the Nagorno-Karabakh Issue  Arhivirana inačica izvorne stranice od 3. ožujka 2016. (Wayback Machine)
- Interview with Thomas De Waal
- Radio Free Europe / Radio Liberty. Nagorno-Karabakh: Timeline Of The Long Road To Peace
- Resolution #1416 from the Parliamentary Assembly of the Council of Europe
- USIP — Nagorno-Karabakh Searching for a Solution: Key points, by Patricia Carley, Publication of the United States Institute of Peace (USIP)
- USIP — Sovereignty after Empire Self-Determination Movements in the Former Soviet Union. Case Studies: Nagorno-Karabakh. by Galina Starovoitova, Publication of the United States Institute of Peace (USIP)
- Photo Series Nagorno-Karabakh 2008–2011 – daily life, front line, mine clearance, culture, religion.